# G2A
G2A.COM Limited (comúnmente referido como G2A) es un mercado de comercio electrónico o marketplace digital global especializado en videojuegos o productos gaming. Su sede está en Hong Kong, y cuenta con oficinas en varios países incluyendo Polonia, Países Bajos y China. El sitio afirma tener más de 12 millones de clientes, 260.000 vendedores, 50.000 productos digitales y 700 empleados en total.  El producto principal ofrecido en G2A son las claves de activación de juegos digitales para plataformas como Steam, Origin y Xbox. Es posible encontrar también otros productos, como software y códigos de prepago.
G2A.COM no compra ni vende productos por sí misma, sino que sencillamente proporciona la plataforma, y de este modo, actúa como intermediario entre el comprador y el vendedor. Para clientes habituales, G2A dispone de un programa de suscripción llamado G2A Shield. Además del Marketplace, G2A también tiene una línea de productos y servicios que incluyen G2A Direct (un programa de asociación para desarrolladores de videojuegos), y G2A Pay, una plataforma de pagos en línea. G2A también está involucrada en los eSports, y patrocina equipos gaming profesionales como Cloud9, Natus Vincere, y Virtus Pro.

## Historia
La compañía (bajo el nombre original de Go2Arena) fue creada por Bartosz Skwarczek y Dawid Rożek en Rzeszów, Polonia, como plataforma minorista en línea de juegos. El público principal de G2A.COM se trataba de jóvenes jugadores o gamers con bajos recursos o con falta de ingresos, por lo que su objetivo era el de poder vender videojuegos al menor precio posible. Skwarczek trató de acercarse a grandes y diversos desarrolladores de juegos en varios eventos tales como Gamescom, E3 y G-Star para establecer una asociación y así convertirse en un vendedor oficial de sus juegos. Sin embargo, dada la falta de interés por parte de los desarrolladores y las variaciones en las tendencias de mercado, la compañía cambió su modelo de negocio de minorista a Marketplace.

## Actividades de Marketing
A lo largo de 2014 y 2015, G2A estableció asociaciones con numerosos equipos de eSports como Cloud9, Natus Vincere, y Virtus Pro e invirtió alrededor de 10 millones de dólares en la industria hasta la fecha.
En agosto de 2016, G2A se asoció con el Sporting Clube de Portugal, el cual previamente había fichado al jugador de la FIFA, Francisco Cruz.
G2A afirma colaborar con muchos YouTubers y streamers tales como PewDie, Towelliee, Maximus Black y Castro 1021.

## Caridad
El 1 de diciembre de 2015, múltiples streamers de Twitch, YouTubers, sitios webs y gamers participaron en un programa llamado #GamingTuesday con el fin de recaudar fondos para la caridad Save The Children.
G2A se asoció con Bachir “Athene”Boumaaza, el creador de Gaming for Good y de the Humanitarian Emergency All-Out Response Team (HEART). Ambos proyectos estaban diseñados para ayudar y apoyar a niños y organizaciones benéficas, así como para aliviar las consecuencias en desastres. G2A afirma que ha estado trabajando con Gaming for Good desde 2013 y que anteriormente se había asociado con Boumaaza en proyectos como Gamers got Hearts.
Entre 2014 y 2015, G2A asegura haber recaudado más de 500.000 dólares para SaveTheChildren, que más tarde fue ampliado a 5 millones de dólares.
En enero de 2016, G2A declara que participó en una subasta de caridad polaca, The Great Orchestra of Christmas Charity Foundation y compró una estatua de 2,5 metros de alto del personaje Geralt de Rivia del juego The Witcher.

## Galardones
En la primera mitad de 2016, G2A ganó siete galardones internacionales en múltiples categorías incluyendo Servicio de Atención al consumidor, Nuevo Producto y Realidad Virtual.
| Año                                        | Galardón                                     |
| ------------------------------------------ | -------------------------------------------- |
| Stevie Awards For Sales & Customer Service |                                              |
| 2016                                       | Customer Service Management Team of the Year |
| 2016                                       | Award for Innovation in Customer Service     |
| 2016                                       | Marketing Solution                           |
| Global Business Excellence Awards          |                                              |
| 2016                                       | Outstanding Fast-Growth Business             |
| 2016                                       | Outstanding Customer Service Team            |
| 2016                                       | Outstanding New Product / Service            |
| UK Financial Services Award SERVICES AWARD |                                              |
| 2016                                       | Innovation in Customer Experience            |

## Controversias

### Prohibición de asociación por Riot Games
Riot Games, desarrollador de League of Legends, prohibió a G2A la posibilidad de asociarse con equipos durante la 2015 League of Legends World Championship. Riot estaba convencido de que las claves vendidas en G2A eran obtenidas ilegalmente y afirmaron que G2A estaba vendiendo cuentas completamente niveladas, lo que violaba los términos de servicio de Riot.
G2A respondió que se había esforzado por encontrar una situación de “mutuo beneficio” para resolver los problemas con Riot Games y prohibió la venta de cuentas Elo-boosted League of Legends, que eran la clave detrás de la prohibición por parte de Riot Games. G2A alegó que Riot no cooperó con los intentos de arreglar la situación, sino que realizó nuevas demandas como la prohibición de venta de guías del juego en G2A Marketplace.
Posteriormente, Gabriel Claumann, ‘Tockers’, de la organización INTZ, fue multado con más de 1000 dólares en el Campeonato Brasileiro de League of Legends (CBLoL) 2016 por llevar una camiseta con el logo de la web de G2A en el hombro. A mitad de juego se le pidió que pusiese una cinta adhesiva sobre el logo para más tarde decirle que sería multado. G2A pagó su multa afirmando que “ninguna organización de e-Sports debe de ser castigada tan severamente por llevar una camiseta de la marca G2A”.

### Alegaciones de Tiny build
En junio de 2016, el CEO de tinyBuild Games, Alex Nichiporchik, acusó a G2A de permitir a revendedores que revendiesen claves de juego obtenidas de manera fraudulenta, haciendo perder a la compañía una cantidad de 450.000 dólares. G2A respondió a dichas acusaciones afirmando que se ofrecía a colaborar con la identificación de las claves que habían sido compradas de manera fraudulenta para determinar qué vendedores habían realizado contracargos ilegales para poder eliminarlos de G2A. G2A también cuestionó la cifra de 450.000 dólares que supuso tinyBuild tras observar que dichos juegos habían sufrido numerosos descuentos, y en muchos de los casos habían sido entregados de forma gratuita, habiendo sido inflada esta cifra en consecuencia. TinyBuild añadió que, en comunicación con G2A, la compañía estaba siendo presionada para participar en su plataforma de pago, lo que conllevaría la cesión de una parte de los ingresos de ventas a G2A a cambio de erradicar el fraude en su plataforma.
Las declaraciones oficiales de G2A prosiguieron diciendo que “proporciona pleno apoyo a desarrolladores con canales de comunicación rápidos, utiliza herramientas avanzadas (intercambio de listas negras, identificación de comerciantes y ventas sospechosas, así como procedimientos ‘KYC’ Conoce a tus clientes), y ofrece protección galardonada y soluciones con G2A Shield.” 
Tras este debate, G2A anunció medidas de refuerzo y verificación en varios pasos para la seguridad de su Marketplace, incluyendo perfiles en las redes sociales, números de teléfono verificados y posibilidad de verificación adicional a partir de 10 productos vendidos en la misma cuenta. Al mismo tiempo, G2A introdujo el programa de asociación con los editores oficiales, G2A Direct.